# 忠義之歌
《忠義之歌》是中華民國海軍軍歌之一，作詞者與作曲者皆不詳，歌詞置入了中華民國海軍「忠義軍風」與九二台海戰役。

## 外部連結
- 國防部政戰資訊服務網——忠義之歌 （页面存档备份，存于）